# آردوینو برلام
 آردوینو برلام (انگلیسی: Arduino Berlam؛ ۲۰ ژوئیهٔ ۱۸۸۰ – ۲۸ ژوئیهٔ ۱۹۴۶) یک معمار اهل ایتالیا بود. 